# Episodi di Lab Rats (seconda stagione)
La seconda stagione della serie televisiva Lab Rats è trasmessa negli Stati Uniti dal 25 febbraio 2013. In Italia la serie è stata trasmessa dal 7 ottobre 2013 su Disney XD (Italia).
| nº | Titolo originale                   | Titolo italiano                       | Prima TV USA      | Prima TV Italia  |
| -- | ---------------------------------- | ------------------------------------- | ----------------- | ---------------- |
| 1  | Speed Trapped                      | Trappola ad alta velocità             | 25 febbraio 2013  | 7 ottobre 2013   |
| 2  | Spy Fly                            | La mosca spia                         | 4 marzo 2013      | 8 ottobre 2013   |
| 3  | Missin' the Mission                | Chi è in punizione non va in missione | 11 marzo 2013     | 9 ottobre 2013   |
| 4  | Quarantined                        | In quarantena                         | 18 marzo 2013     | 10 ottobre 2013  |
| 5  | Robot Fight Club                   | La sfida tra robot                    | 25 marzo 2013     | 11 ottobre 2013  |
| 6  | Bro Down                           | Lancio del fratello                   | 1º aprile 2013    | 2 dicembre 2013  |
| 7  | The Rats Strike Back               | Lo sciopero                           | 8 aprile 2013     | 3 dicembre 2013  |
| 8  | Parallel Universe                  | Universo parallelo                    | 17 giugno 2013    | 4 dicembre 2013  |
| 9  | Spike's Got Talent                 | Il Talent Show                        | 24 giugno 2013    | 5 dicembre 2013  |
| 10 | Leo vs. Evil                       | Leo contro il Male                    | 24 giugno 2013    | 6 dicembre 2013  |
| 11 | Hole In One                        | Falso d'autore                        | 1º luglio 2013    | 17 marzo 2014    |
| 12 | Trucked Out                        | Neo patentato                         | 8 luglio 2013     | 18 marzo 2014    |
| 13 | The Bionic 500                     | Un vicino insopportabile              | 22 luglio 2013    | 19 marzo 2014    |
| 14 | Bionic Showdown                    | Rivelazione bionica                   | 5 agosto 2013     | 20-21 marzo 2014 |
| 15 | Memory Wipe                        | Lo scrambler neurale                  | 19 agosto 2013    | 2 giugno 2014    |
| 16 | Avalanche                          | Valanga!                              | 16 settembre 2013 | 3 giugno 2014    |
| 17 | Adam Up                            | Multi Adam                            | 23 settembre 2013 | 4 giugno 2014    |
| 18 | Llama Drama                        | Il prob-lama                          | 30 settembre 2013 | 5 giugno 2014    |
| 19 | The Haunting of Mission Creek High | Caccia al fantasma                    | 14 ottobre 2013   | 31 ottobre 2013  |
| 20 | Perry 2.0                          | Perry 2.0                             | 11 novembre 2013  | 6 giugno 2014    |
| 21 | My Little Brother                  | Il mio fratellino                     | 18 novembre 2013  | 17 novembre 2014 |
| 22 | Prank You Very Much                | Chi la fa l'aspetti                   | 25 novembre 2013  | 1º aprile 2014   |
| 23 | Twas the Mission Before Christmas  | La missione di Natale                 | 2 dicembre 2013   | 23 dicembre 2013 |
| 24 | Trent Gets Schooled                | Un diploma per Trent                  | 6 gennaio 2014    | 18 novembre 2014 |
| 25 | No Going Back                      | Addio per sempre                      | 13 gennaio 2014   | 19 novembre 2014 |

## Trappola ad alta velocità
- Titolo originale: Speed Trapped
- Diretto da: Victor Gonzalez
- Scritto da: Ken Blankenstein, Bryan Moore & Chris Peterson

### Trama
Adam, Bree e Chase escono dal laboratorio senza permesso per incontrare Marcus nella nuova macchina sportiva autoguidata di Davenport. Quando Leo cerca di fermarli, Marcus lo imprigiona nella macchina, programmando una corsa ad alta velocità fino al fondale dell'oceano pacifico. Allora Leo viene salvato da un campo di forza creato da Chase e lanciato con la super-forza di Adam.

## La mosca spia
- Titolo originale: Spy Fly
- Diretto da: Guy Distad
- Scritto da: Ken Blankenstein

### Trama
Leo usa una videocamera spia mascherata da mosca per spiare Bree e cercare di barare in un test. Adam e Chase devono occuparsi di bambole bambino per la classe di salute.

## Chi è in punizione non va in missione
- Titolo originale: Missin' the Mission
- Diretto da: Victor Gonzalez
- Scritto da: Ken Blankenstein

### Trama
Adam, Bree e Chase vengono messi in punizione dalla preside Perry per la loro continua assenza da scuola a causa delle loro missioni. Leo cerca allora di aiutare Davenport e Eddie a fermare una fuga di gas tossico, mentre Adam, Bree e Chase cercano di ottenere la libertà dalla punizione.

## In quarantena
- Titolo originale: Quarantined
- Diretto da: Victor Gonzalez
- Scritto da: Marcus Alexander Hart

### Trama
Bree, non prestando attenzione durante una missione, viene esposta a pericolose sostanze chimiche tossiche. Quando gli altri scoprono che Bree è in pericolo di vita, la mettono in quarantena per evitare il contagio, mentre Adam e Chase partono in missione per trovare l'antidoto. Bree però scappa dalla quarantena per vedere Owen e tocca a Leo riportarla indietro.

## Robot Fight Club
Chase e Leo decidono di costruire un robot ed entrare in una competizione di combattimento robotico. Hanno lasciato Davenport unirsi alla loro squadra, ma lo hanno dato il via dopo che ha distrutto il loro robot per dimostrare la sua debolezza. Quindi partecipa lui stesso alla competizione, scontrandosi contro Chase e Leo. Nel frattempo, Bree rivela accidentalmente la sua velocità bionica alla sua amica Caitlin, che poi se ne va in agitazione. Caitlin confessa di avere una cotta per Adam e lui diventa il suo ragazzo in modo che possa convincerla che non ha visto nulla di insolito. Quando Adam e Caitlin sono al loro appuntamento, Caitlin confessa che deve indossare gli occhiali e quindi non ha visto nulla prima. Ad Adam non piace Caitlin e la convince che la sua vera cotta è Chase, ma non vuole nemmeno stare con lei.
Guest star: Mark Christopher Lawrence come Annunciatore, Michaela Carrozzo come Caitlin

## Lancio del fratello
- Titolo originale: Robot Fight Club
- Diretto da: Victor Gonzalez
- Scritto da: Mark Brazill

### Trama
Chase, arrabbiato per tutti gli scherzi di Adam, gli organizza una trappola che finisce con la slogatura del braccio di Adam, che inizia a interrogarsi sulla pericolosità del mondo. Non volendo farsi male, Adam lascia la squadra. Chase e Bree si rendono conto che senza Adam non possono fare niente e organizzano un piano insieme a Davenport per farlo tornare.

## Lo sciopero
- Titolo originale: The Rats Strike Back
- Diretto da: Rich Corell
- Scritto da: Julia Miranda

### Trama
Leo aiuta Adam, Bree e Chase ad ottenere un onesto trattamento da Donald convincendoli a fare sciopero. Davenport non gli concede lo sciopero perché è convinto di trattarli in modo onesto. Ma, essendo arrivati i rappresentanti della NASA per una dimostrazione con una cintura gravitazionale ad uso esclusivo degli astastronauti in missione inventata proprio da Davenport, le parti sono costrette a raggiungere un accordo...

## Universo parallelo
- Titolo originale: Parallel Universe
- Diretto da: Hal Sparks
- Scritto da: Ron Rappaport

### Trama
Leo viene inavvertitamente risucchiato in una nuova invenzione di Davenport che lo trasporta in un universo parallelo. In questo universo Tasha è una brillante inventrice, Donald è un insicuro assistente e Leo ha quello che ha sempre desiderato, poteri bionici, capendo cosa succederebbe se lo scoprissero su Adam, Bree e Chase.

#### Curiosità
- Hal Sparks (l'attore che interpreta Donald Davenport) è il direttore dell'episodio.

## Il Talent Show
- Titolo originale: Spike's Got Talent
- Diretto da: Guy Distad
- Scritto da: Julia Miranda

### Trama
Leo decide di partecipare al talent show della scuola con una dimostrazione di magia. Chase arrabbiato per il fatto di non comparire sull'annuario, usa la sua abilità per muovere gli oggetti con la mente, prendendo il posto di Leo. Per vendetta Leo usa un'invenzione per interrompere i poteri di Chase, che, insultato dal pubblico, si trasforma in Spike e, fuori controllo, conduce un combattimento con la preside Perry.

## Leo contro il male
- Titolo originale: Leo vs. Evil
- Diretto da: Victor Gonzalez
- Scritto da: Ron Rappaport

### Trama
Per scoprire i piani di Marcus per catturare Adam, Bree e Chase, Leo lo segue nel suo nascondiglio. Intanto, Davenport inventa una macchina per il teletrasporto che i tre ragazzi bionici attivano per errore al passaggio di Tasha, che torna grazie a Adam.

## Falso d'autore
- Titolo originale: Hole In One
- Diretto da: Victor Gonzalez
- Scritto da: Sib Ventress

### Trama
I ragazzi danneggiano un quadro d'inestimabile valore e ne fanno una copia. Grande D la vende, ma l'acquirente scopre che è un falso e chiama la polizia. Per provare la sua innocenza i ragazzi devono recuperare l'originale, usato come parte di un campo di golf "scolastico" organizzato dalla Perry.

## Neo patentato
- Titolo originale: Trucked Out
- Diretto da: Victor Gonzalez
- Scritto da: Hayes Jackson

### Trama
Quando Adam prende la patente di guida, Davenport propone di comprargli un veicolo sicuro, ma appena lo lascia solo il ragazzo conclude un affare per un Monster Truck. Intanto, Tasha compete con la preside Perry.

## Un vicino insopportabile
- Titolo originale: The Bionic 500
- Diretto da: Victor Gonzalez
- Scritto da: Julia Miranda

### Trama
Davenport e il suo nuovo vicino, che fa molto rumore di notte facendo correre la sua macchina da corsa nuova per il giardino, decidono di risolvere le loro divergenze attraverso una gara di corsa in auto. Leo e i suoi fratelli dovranno intervenire quando scoprono che il vicino ha assunto un pilota professionista per vincere la sfida.

#### Curiosità
- Joey Logano interpreta se stesso.

## Rivelazione bionica
- Titolo originale: Bionic Showdown
- Diretto da: Victor Gonzalez
- Scritto da: Chris Peterson, Bryan Moore

### Trama
Grande D viene rapito da suo fratello Douglas Davenport e dal figlio Marcus. Adam, Bree e Chase vanno a salvare Davenport, ma finiscono in trappola. Douglas rivela di avere inserito in loro un meccanismo (che si chiama App Triton) per controllarne la bionica, ma i ragazzi riescono a liberarli grazie ad un nuovo potere di Adam che sconfigge Marcus.

#### Curiosità
- Questo episodio in realtà dura 1 ora, in Italia è stato diviso in due parti.

## Lo scrambler neurale
- Titolo originale: Memory Wipe
- Diretto da: Victor Gonzalez
- Scritto da: Ron Rappaport

### Trama
Leo torna a casa con una pagella bruttissima, allora usa una pluri-premiata invenzione di Davenport per cancellare la memoria. Accidentalmente invece di cancellare la memoria a breve, gli cancella gli ultimi 24 anni, rendendolo un'adolescente.

## Valanga!
- Titolo originale: Avalanche
- Diretto da: Victor Gonzalez
- Scritto da: Mark Brazill

### Trama
Chase va in missione da solo per dimostrare di non aver bisogno né di Adam né di Bree, ma resta intrappolato da una valanga. Douglas lo salva e gli propone di unirsi a lui, ma Chase capisce che sta facendo il doppio gioco e gli regge il gioco fino all'incontro nel laboratorio a Mission Creek con Adam, Bree e Davenport.

## Multi Adam
- Titolo originale: Adam Up
- Diretto da: Victor Gonzalez
- Scritto da: Greg Schaffer

### Trama
Leo e Adam creano una copia di Adam in modo che quello vero possa divertirsi. Ma la situazione sfugge loro di mano e i cloni si moltiplicano a decine! Alla fine, però, Chase risolve la situazione.

## Il prob-lama
- Titolo originale: Llama Drama
- Diretto da: Guy Distad
- Scritto da: Ken Blankstein

### Trama
Adam ruba la mascotte della scuola avversaria, un lama, che ingoia dei nanobot che gli provocano degli sputi incandescenti. Per fortuna Chase e Adam riescono a recuperare i nanobot grazie a un magnete e ai raggi x di Chase.

## Caccia al fantasma
- Titolo originale: The Haunting of Mission Creek High
- Diretto da: Jody Margolin Hahn
- Scritto da: Ken Blankstein

### Trama
La preside Perry racconta una storia di fantasmi ambientata nella scuola. Quando Leo scopre che il bullo Trent è rimasto spaventato, organizza un piano insieme ad Adam e Chase per spaventarlo usando i poteri bionici. Bree e Owen, intanto, discutono su come decorare la palestra per il ballo.

## Perry 2.0
- Titolo originale: Perry 2.0
- Diretto da: David DeLuise
- Scritto da: Julia Miranda

### Trama
Grande D inventa Robo-Perry, un androide con le sembianze della preside e col compito di pattugliare i corridoi. Ma dopo una serie di disastri la preside in carne e ossa riesce a metterlo KO prima che Adam Bree e Chase mostrino i loro poteri davanti al consiglio studentesco.

## Il mio fratellino
- Titolo originale: My Little Brother
- Diretto da: Victor Gonzalez
- Scritto da: Jason Dorris

### Trama
Chase rimpicciolisce senza volerlo Adam. I due si alleano e iniziano a fare "piccoli" divertenti scherzi, ma quando Adam finisce sul panino della preside Perry, Chase è costretto a salvarlo. Intanto Bree acquisisce il controllo della scuola per un giorno.

## Chi la fa l'aspetti
- Titolo originale: Prank You Very Much
- Diretto da: David DeLuise
- Scritto da: Julia Miranda

### Trama
Bree, stanca di essere il bersaglio degli scherzi dei suoi fratelli, chiede a Davenport di aiutarla. Intanto, Nonna Rose si intromette tra Leo e Janelle.

## La missione di Natale
- Titolo originale: Twas the Mission Before Christmas
- Diretto da: Guy Distad
- Scritto da: Mark Brazill

### Trama
Adam, Bree e Chase partono in missione la vigilia di Natale, per salvare il Dr. Evans da un'eruzione nella tundra ghiacciata. La preside Perry passa la giornata a casa di Leo per rendergli misero il natale. Ma alla fine prepara una cena per tutta la famiglia.

## Un diploma per Trent
- Titolo originale: Trent Gets schooled
- Diretto da: Victor Gonzalez
- Scritto da: Jessica Gao

### Trama
Quando Trent chiede a Leo e Chase di aiutarlo a studiare per superare un importante test di scienze, i due ragazzi sfruttano l'opportunità per fare ancora una volta i bulli. Ma non sanno che quel test serve a Trent per prendere il diploma!

## Addio per sempre
- Titolo originale: No Going Back
- Diretto da: Victor Gonzalez
- Scritto da: Chris Peterson and Bryan Moore

### Trama
Adam, Bree e Chase salvano la preside Perry, rivelando così di essere bionici e, convinti che l'FBI sia sulle loro tracce, decidono di sparire. Donald, intanto, viene preso di mira da un hacker che gli sottrae tutti i soldi e manda in rovina le industrie Davenport, ma Leo scopre che il misterioso hacker è Douglas, liberato dalla prigione di ghiaccio da un uomo mascherato, che si rivelerà essere un personaggio importante per la terza stagione della serie. Douglas, poi, distrugge il laboratorio di Davenport grazie ad una serie di detonatori piazzati nei punti nevralgici del laboratorio.